# 道の駅飛騨白山
道の駅飛騨白山（みちのえき ひだはくさん）は、岐阜県大野郡白川村大字平瀬字高ダイにある国道156号の道の駅である。

## 施設
- 駐車場
  - 普通車：36台[3]
  - 大型車：3台[3]
  - 身障者用 : 2台[3]
- トイレ
  - 男性：9
  - 女性：6
  - 身障者用：1
- 売店（10:00 - 17:00）[3]
- 情報コーナー（9:00 - 17:00）[2][3]
- 軽食（11:00 - 16:30）[3]
- 足湯（24時間利用可能）

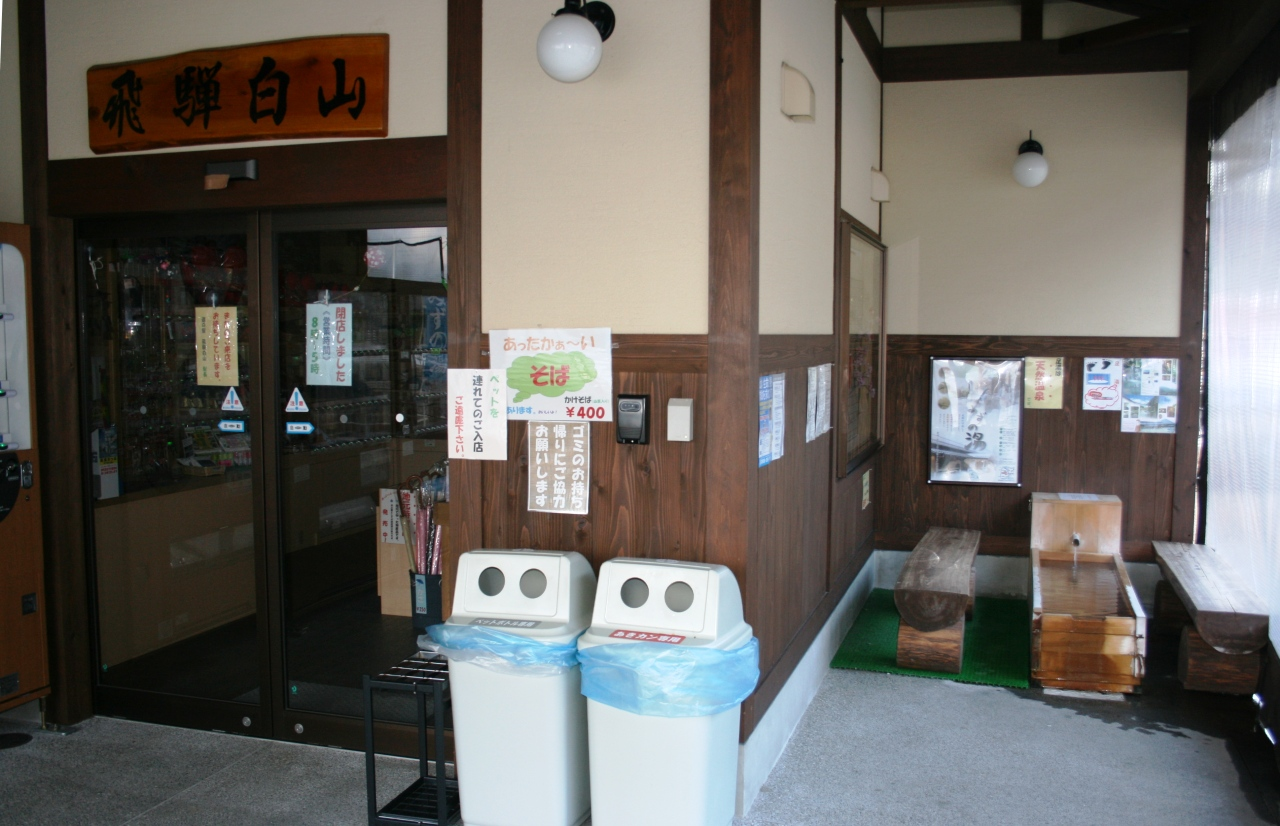
足湯

- 大白川温泉 しらみずの湯（日帰り入浴施設、11:00 - 20:00）[2][3]
  - 道の駅が開業する前の2005年（平成17年）に開業[2][4]。
- 白川村小水力発電所（施設は非公開） - 白川村営の発電所で「しらみずのチカラ」の愛称がある[5]。近隣にある関西電力平瀬発電所の放水路を利用して発電、ここで発電した電力はしらみずの湯で利用されている[5]。

## 休館日
道の駅飛騨白山
- 冬季（12月1日 - 3月31日）[6]
- 毎週水曜日（祝日は営業）[3]

大白川温泉 しらみずの湯
- 毎週水曜日（祝日は営業）[3]
- 第2・第4火曜日[3]

## アクセス
- 国道156号[2] - 登録路線

## 周辺
- 白水の滝
- 白川郷平瀬温泉
- 岐阜県道451号白山公園線
- 御母衣ダム